# Chartulaire

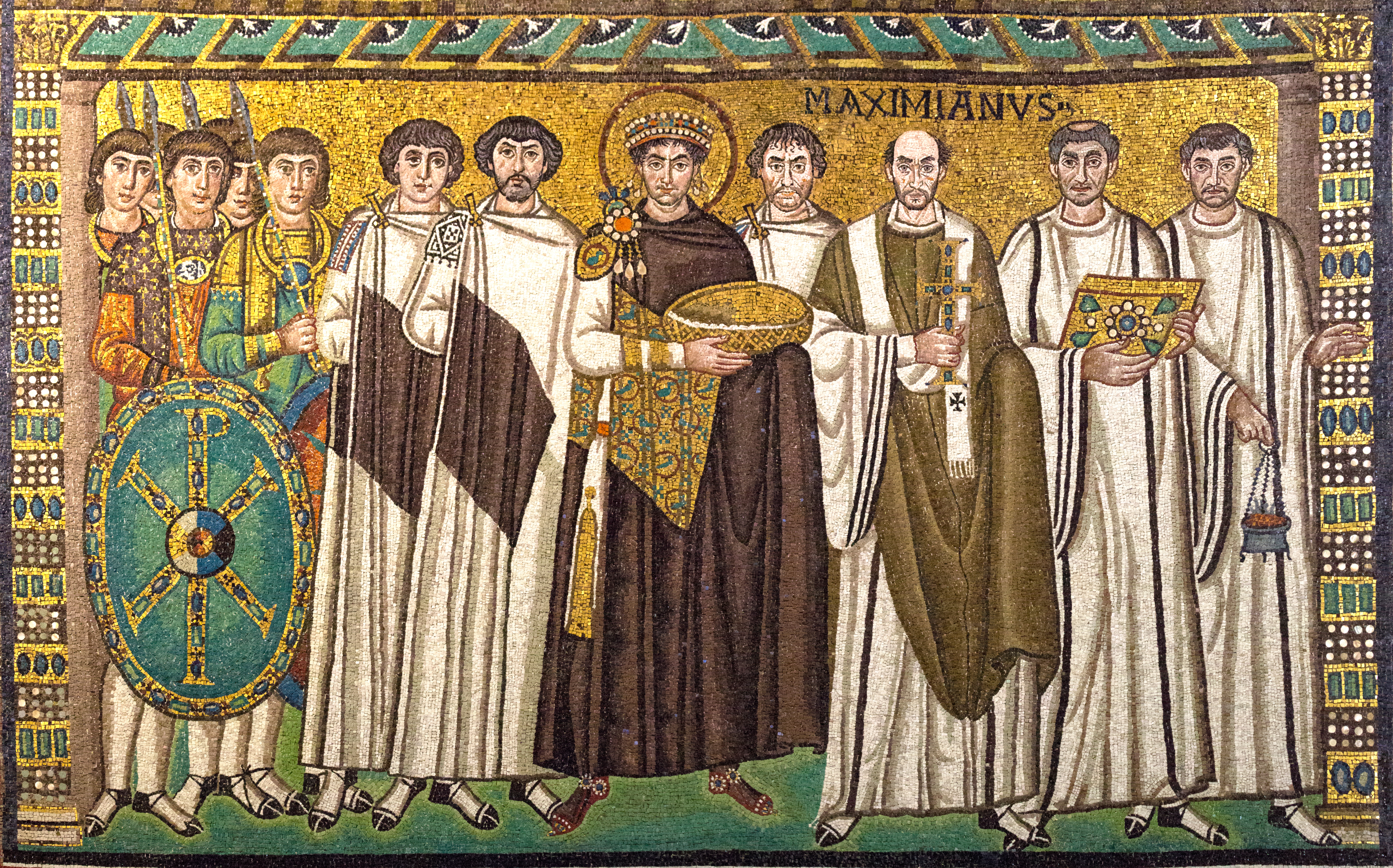
L'empereur Justinien (527-565) et sa suite (basilique San Vitale de Ravenne).

Un chartulaire (en grec byzantin χαρτουλάριος, chartoulários) est dans l'administration de l'Empire byzantin une des principales catégories de fonctionnaires exerçant des tâches administratives et fiscales, soit comme subalternes dans un département ou une province, soit comme chefs de bureaux indépendants.

## Histoire
Pour un article plus général, voir Institutions de l'Empire byzantin.
Le titre dérive du latin chartulārius, de charta (du grec χάρτης chártēs), un terme désignant des documents officiels, et est attesté depuis 326, avec des chartularii employés dans les départements (scrinia) des plus hauts postes de l'Empire romain (préfet du prétoire, magister militum, etc.). S'ils sont à l'origine des clercs de rang peu élevé, ils gagnent en importance vers le VIe siècle ; Pierre le Patrice, pour distinguer les fonctionnaires civils des fonctionnaires militaires, nomme les premiers chartoularikoi. À partir du VIIe siècle, les chartoularioi peuvent être employés soit comme chefs de bureaux fiscaux (sekreton ou logothesion), soit comme chefs de départements indépendants, soit dans l'administration thématique (provinciale) ou tagmatique – la désignation occasionnelle de chartoularioi à la tête d'armées est également mentionnée. Son équivalent ecclésiastique est le chartophylax, les deux termes étant parfois utilisés de manière interchangeable.

## Typologie
- Les chartoularioi tou [oxeos] dromou (χαρτουλάριοι τοῦ [ὀξέος] δρόμου, « chartulaires du drome »), fonctionnaires subalternes au dromos (« la course ») sous le logothetēs tou dromou (« logothète du drome »)[4].
- les chartoularioi megaloi tou sekretou (χαρτουλάριοι μεγάλοι τοῦ σεκρέτου, « grands chartulaires du département »), les chefs des différents bureaux du département du genikon (le fisc), et les chartoularioi tōn arklōn (χαρτουλάριοι τῶν ἀρκλῶν – ἀρκλα, « trésor »), ou les exō chartoularioi (ἔξω χαρτουλάριοι, « chartulaires extérieurs »), i.e. les fonctionnaires du trésor dans les provinces[5],[6].
- Le chartoularios tou oikistikou (χαρτουλάριος τοῦ οἰκιστικοῦ), ou simplement ho oikistikos, dont les fonctions précises ne sont pas connues, est également attesté au sein du genikon ; il devient un bureau indépendant au XIe siècle mais disparaît peu après. Les sources le disent responsable des exemptions fiscales et lui attribuent diverses fonctions juridiques dans certains thèmes au XIe siècle ; la charge a pu être associée aux domaines impériaux (oikoi)[7],[8].
- Les chartoularioi [megaloi] tou sekretou (χαρτουλάριοι [μεγάλοι] τοῦ σεκρέτου), les hauts subalternes du logothetēs toū stratiōtikou (« logothète de l'armée »), responsables du budget militaire, ainsi que d'autres chartoularioi dans chaque thème (χαρτουλάριοι τῶν θεμάτων) et tagma (χαρτουλάριοι τῶν ταγμάτων), supervisant les finances des troupes thématiques et tagmatiques[9].
- Le chartoularios tou sakelliou (χαρτουλάριος τοῦ σακελλίου, « chartulaire de la sacelle »), responsable du sakellion, la cassette impériale[10].
- Le chartoularios tou vestiariou (χαρτουλάριος τοῦ βεστιαρίου, « chartulaire du vestiaire »), responsable du vestiarion, la trésorerie publique[11].
- Le chartoularios tou kanikleiou (χαρτουλάριος τοῦ κανικλείου), responsable de l'encrier impérial (le kanikleion), une charge octroyée à l'un des assistants les plus fiables de l'empereur[12],[13].
- Le chartoularios tou stablou (χαρτουλάριος τοῦ στάβλου, « chartulaire de l'étable »), à l'origine un subalterne du komēs tou stablou (« comte de l'étable ») ; au XIe siècle, l'épithète megas est ajoutée, et il devient le chef de son département chargé de la supervision des élevages de chevaux impériaux (mētata ou chartoularata) dans les Balkans et en Asie Mineure, et de l'approvisionnement des convois impériaux. Un autre chartoularios, responsable du grand aplēkton de Malagina (χαρτουλάριος τῶν Μαλαγίνων), lui est subordonné[14],[15].
- Deux chartoularioi, un pour chacun des dēmoi, les Bleus et les Verts, de la capitale, Constantinople[16].
- Le megas chartoularios, un titre honorifique de cour sous les Paléologue, mentionné par le pseudo-Kodinos, qui n'entraîne aucune fonction spécifique[2].